# Deutsche Kriegsgräberstätte Narva

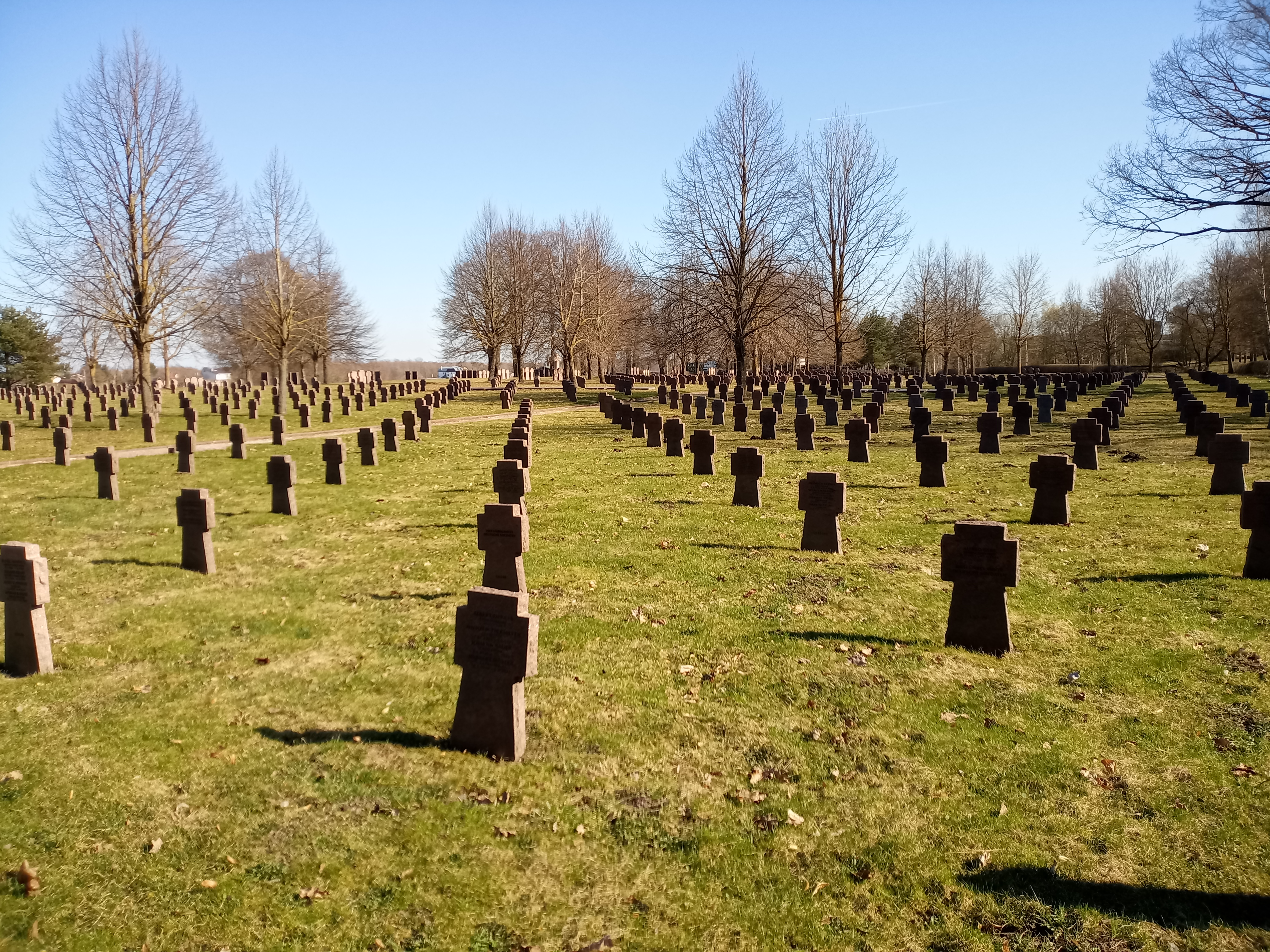
Der Friedhof im April 2021.

Die Deutsche Kriegsgräberstätte Narva ist ein Sammelfriedhof in der Stadt Narva am Fluss Narva in Estland. Bestattet sind etwa 15.000 Kriegstote der deutschen Wehrmacht im Zweiten Weltkrieg und Soldaten, die in Kriegsgefangenenlagern starben.

## Lage
Vom Stadtzentrum in Narva führt die Straße 91 zunächst als Straße Aleksander Puškini, später als Straße Jõesuu nordwärts. Auf der rechten Straßenseite bei Nummer 33-39 liegt der Friedhof. Er erstreckt sich bis zur Böschung oberhalb des Flusses Narva. Der Fluss Narva bildet die Grenze zwischen Estland und Russland.

## Friedhof
Im Jahr 1943 wurde hier ein Friedhof angelegt, auf dem 4.000 gefallene Soldaten beigesetzt wurden. Er wurde nach 1945 eingeebnet. Auf dem Friedhofs-Terrain wurde die neue Kriegsgräberstätte für 15.000 Gefallene am 29. August 1999 durch den Volksbund Deutsche Kriegsgräberfürsorge eingeweiht. Ein 4,50 Meter hohes Natursteinkreuz kennzeichnet den Friedhof. Gedenkstelen mit den Namen der mehr als 4.000 Gefallenen aus der ersten Belegungsphase von 1943 bis 1945 erinnern an die Kriegstoten. Die genauen Grablagen sind nicht mehr bekannt. Nur die Grenzen der Gräberfelder wurden ermittelt und geschützt.
Die Gräber der ab 1999 zugebetteten 10.758 Gefallenen sind durch Grabkreuze oder Inschriftentafeln gekennzeichnet.

## Die Toten
Die Toten sind deutsche und ausländische gefallene Soldaten der Wehrmacht oder Soldaten, die in einem Kriegsgefangenenlager starben. Bis 2008 wurden 10.758 Kriegstote hierher zugebettet. Ein bekannter Beigesetzter ist der ehemalige deutsche Fußballspieler Willi Tiefel.

## Filme
- Pilotas007: Volkstrauertag 2009, Narva Estland, Deutscher Soldatenfriedhof bei YouTube